# Veyretia szlachetkoana
Veyretia szlachetkoana är en orkidéart som beskrevs av Joanna Mytnik-Ejsmont. Veyretia szlachetkoana ingår i släktet Veyretia och familjen orkidéer.
Artens utbredningsområde är Colombia. Inga underarter finns listade i Catalogue of Life.